# Pont Napoléon (Luz-Saint-Sauveur)
Pour les articles homonymes, voir Pont Napoléon.

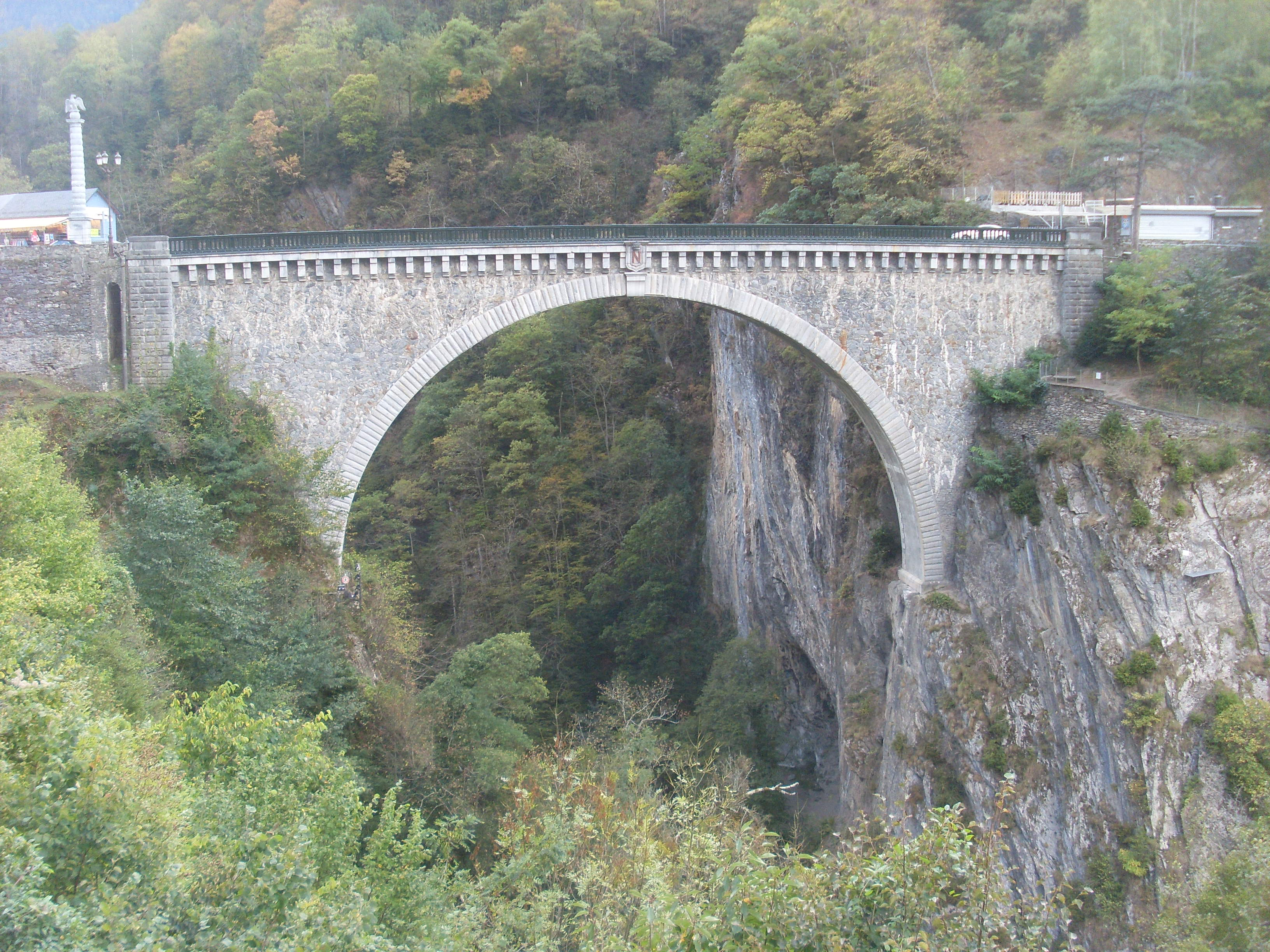
Le Pont Napoléon à Luz-Saint-Sauveur

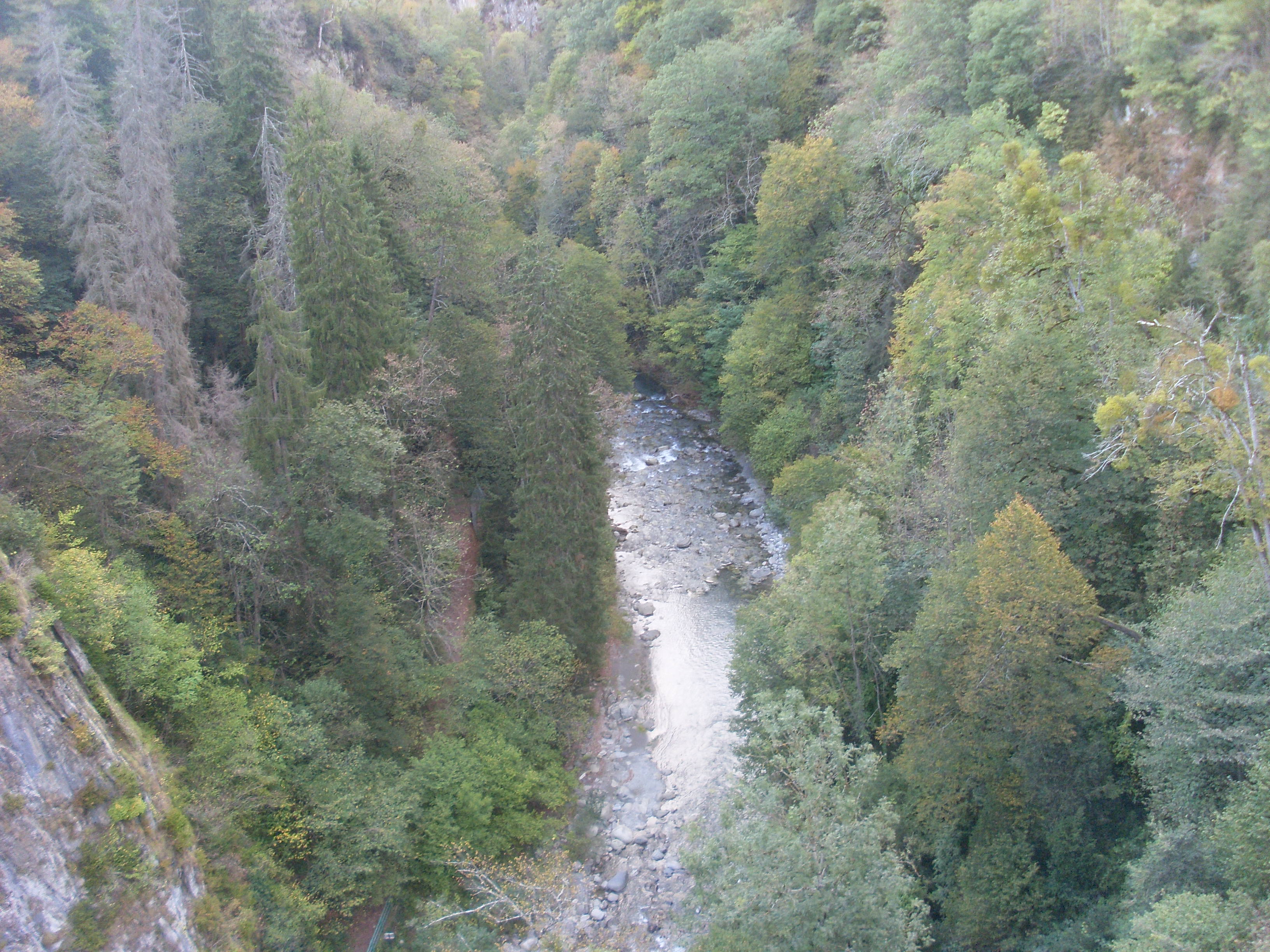
Vue sur la vallée du Gave de Gavarnie ou Gave de Pau

Le pont Napoléon est un pont situé près de Luz-Saint-Sauveur dans les Hautes-Pyrénées, et qui enjambe la Vallée du Gave de Gavarnie. C'est l'Empereur des Français Napoléon III qui le fit construire entre 1859 et 1863.

## Caractéristiques
Le tablier du pont fait 69 mètres de long, à 65 mètres au-dessus du Gave. L'arc de soutien est d'un diamètre de 42 m, la voûte repose directement sur les rochers à pic des rives du Gave. La naissance de la voûte est à 40 mètres au-dessus du Gave, la clef de voûte est à 65 mètres et le pont 3 mètres au-dessus.
La largeur de la voie est de 4 m, les trottoirs font 85 centimètres de large. Ils sont placés en encorbellement et soutenus par des consoles en pierre. Une balustrade en fonte de 24 tonnes couronne le pont.
Les maçonneries cachées formant le corps de la grande voûte font environ 700 mètres cubes. Elles sont en schistes de la carrière d'Enfer. Les maçonneries ne subissant pas de durs efforts font environ 1 800 m3 et proviennent du Rioumaou, le sable de la carrière d'Esterre. Le poids total des maçonneries est d'environ 6 500 tonnes.
La pierre de taille calcaire de Lourdes fut utilisée pour les bandeaux de la voûte, les corniches, les trottoirs et la colonne à l'entrée sur la rive droite. D'une dimension moyenne dépassant le mètre, ces pierres représentent un volume total d'approximativement 400 m3.
En souvenir de l'Empereur, la commission syndicale de la vallée de Barèges érigea à l'extrémité est du pont une colonne de 12 m surmontée d'un aigle. La colonne, en pierre de Lourdes, est formée de 14 anneaux. L'aigle est une production de la marbrerie de Bagnères. La colonne porte l'inscription : « A leurs Majestés impériales Napoléon III et l'Impératrice Eugénie, les habitants de LUZ St SAUVEUR reconnaissants ».

## Construction

### Histoire
En juillet 1859, Napoléon III et de l'Impératrice Eugénie, habitués des cures thermales, se rendent à Luz-Saint-Sauveur. Ils y restent 23 jours. Au cours de ce séjour, l'Empereur décide la mise en chantier d'un vaste programme de travaux routiers (route des gorges de Luz), comprenant la construction de ce pont, mais aussi la réalisation du chemin de fer de Lourdes à Pierrefitte-Nestalas, de nombreux établissements médicaux comme l'asile Sainte-Eugénie, l'hôpital militaire de Barèges, l'Établissement des Bains et des édifices religieux.

### Constructeurs
Les études et travaux furent menés avec l'intervention des ingénieurs personnels de Napoléon III, sous la responsabilité directe d'Eugène Rouher, ministre d'État et des Travaux publics. Les ingénieurs en chef des Ponts et Chaussées étaient Scherrer et Marx. L'ingénieur Bruniquel fut l'auteur du projet du pont Napoléon et maître d'œuvre de l'exécution. Le conducteur des Ponts et Chaussées Guillemin assura l'exécution sur place, avec le chef de chantier Grateloup. À Paris, l'inspecteur général Raynaud apporta des modifications notables au projet.
L'entreprise Ernest Gariel, de Paris, fut chargée des travaux de la construction du pont et des travaux sur la rive droite. Sur la rive gauche, l'entreprise Joseph Mendiondo, de Tarbes, fut chargée de relier le pont à la station thermale.

### Réalisation

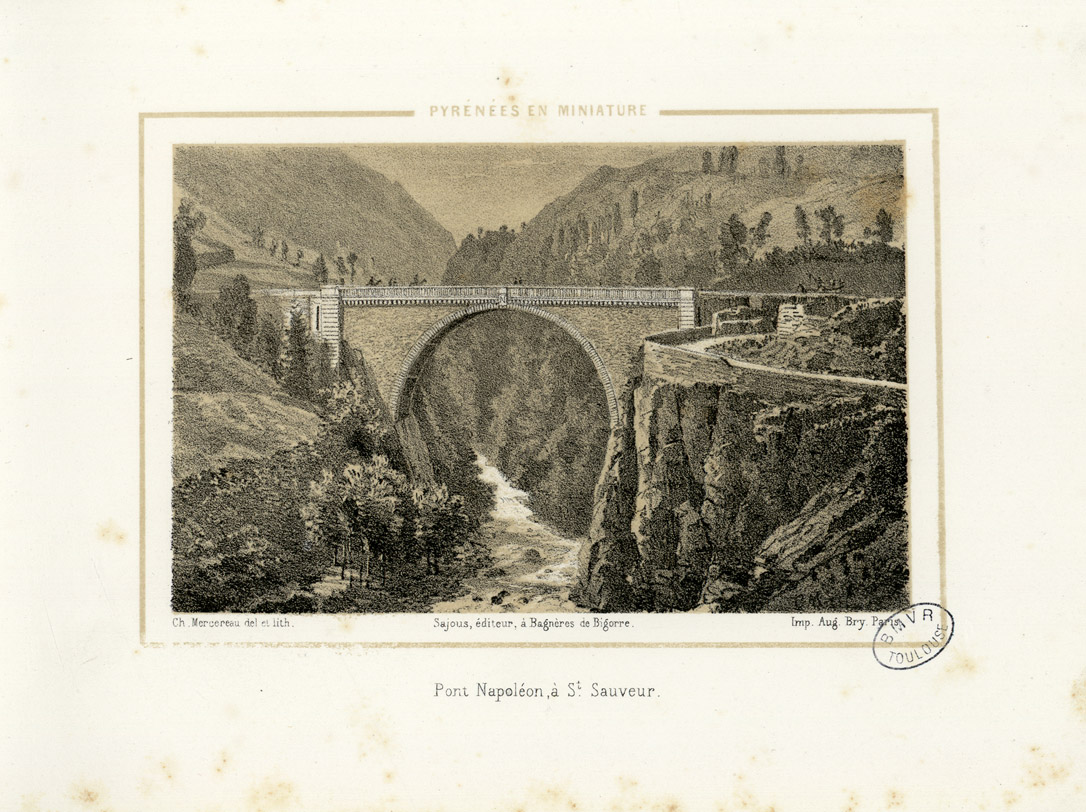
Le pont Napoléon, peu après sa construction, par Charles Mercereau (1822-1864)

Napoléon III sélectionna lui-même l'emplacement et fit le choix d'un pont de pierre. La main d'œuvre, recrutée sur place, était composée de 60 maçons, d'une quarantaine de gâcheurs et d'autant de manœuvres. 
Le projet initial de septembre 1859, prévoit un cintre « retroussé ». Cette méthode consiste à monter une moitié d'arc en charpente sur chaque rive, puis de les basculer en travers de la gorge, en les retenant avec des câbles. Mais les cintres ainsi créés sont généralement relativement légers. À Paris, le projet fut remanié, au profit d'un cintre fixe, rigide, plus solide. Il était alors prévu que les pièces de bois seraient installées en utilisant une passerelle portée par deux câbles lancés au-dessus du cintre, et supportant un plancher léger. Mais l'étroitesse du cintre (environ 5 mètres) l'aurait rendue trop vulnérable à la « Balaguère » (le vent d'Espagne), les câbles fixés aux rives laissant une trop grande liberté de mouvement au cintre.
Le 11 novembre 1859, l'ingénieur Bruniquel propose au contraire la construction d'une tour en bois, permettant le montage du cintre sans passerelle et assurant le maintien à la verticale du cintre en bois. C'est cette solution qui fut finalement retenue. Construite depuis le Gave, la tour montait jusqu'au niveau actuel du cintre. Sur sa largeur transversale, elle faisait 7 mètres, et 12 mètres dans le sens du courant. À chaque angle, huit hauteurs de bois de chêne et de sapin se superposaient au-dessus de l'étiage. Elles étaient amarrées au rocher et consolidées par un croisillon de poutrelles.
Un pont de service fut créé pour permettre aux maçons de bâtir le cintre, de poser les voussoirs formant l'ébauche de la voûte, et les corbeaux portant le tablier. Sur la plate-forme supérieure, les ouvriers montèrent deux charpentes inclinées qui rejoignaient la clef du cintre, protégeant ainsi le cintre des effets du vent et des vibrations produites par le passage du charriot sur la passerelle de service. Ce chariot permettait de transporter des pierres de taille, et pesait trois tonnes à pleine charge.
Deux voûtes étroites furent construites entre la voûte principale et la chaussée, afin d'alléger le volume de maçonnerie. Le dessous de la chaussée est donc creux, créant ainsi deux galeries que les chauve-souris ont colonisées. Des consoles en pierre de taille soutiennent les trottoirs montés en encorbellement.

### Inauguration
Le 26 septembre 1863, alors que la cour impériale est en villégiature à Biarritz, Napoléon III décide une visite d'inspection des travaux qu'il a ordonnés lors de son précédent séjour à Luz-Saint-Sauveur. Il est accompagné de la marquise Montijo de Guzman, mère de l'Impératrice Eugénie. Inspectant les réalisations effectuées, il aurait dit « En vérité, l'art ici semble le disputer à la nature. »
Une plaque apposée au centre du pont porte l'inscription suivante : « Le 26 septembre 1863, l'Empereur Napoléon III a visité ce monument dont il avait désigné l'emplacement pendant son séjour à St Sauveur en 1859. »

### Chronologie
- 28 novembre 1859 : le projet de construction est approuvé par décision ministérielle.
- 22 décembre 1859 : l'entrepreneur Gariel soumissionne pour l'attribution des travaux.
- 28 décembre 1859 : l'entrepreneur accepte le montage financier du projet.
- 12 juin 1860 : l'arrêté de circulation sur le C.D.12, route de Gavarnie, est affiché pour la durée des travaux.
- 21 juin 1860 : une crue du Gave emporte une partie de la digue qui protège la zone de construction de la tour.
- 1er septembre 1860 : cérémonie de pose de la première pierre par le préfet des Hautes-Pyrénées, M.Garnier.
- 26 octobre 1860 : première note de l'ingénieur Marx qui enjoint à l'entrepreneur d'avoir 136 ouvriers sur le chantier.
- Second rapport portant ordonnance de l'arrêt des travaux pour le 20 novembre, en prévision des gelées. À cette date, la voûte, les tympans et les piédroits de la voûte devaient être terminés. Ce qui fut le cas dès le 16 novembre.
- 16 décembre 1860 : la voûte est décintrée.
- avril 1861 : l'entreprise Gariel reprend les travaux.
- 30 juin 1861 : le pont est ouvert à la circulation.

Au début des travaux, en 1860, l'un des ouvriers, Jean Cazaux, est mortellement atteint par un éclat de roche à la suite d'une explosion de mine. Dans son rapport du 19 janvier 1860 sur la mort de l'ouvrier, l'ingénieur Bruniquel propose d'accorder à sa veuve un secours de 300 francs.

### Financement
| Financement                     |                                 |                                                                          |                                                                          |
| Projet initial de décembre 1859 | Projet initial de décembre 1859 | Décompte définitif du 26 avril 1862 Rouher, ministre des Travaux Publics | Décompte définitif du 26 avril 1862 Rouher, ministre des Travaux Publics |
| Échafaudages                    | 74 022 F.                       | Travaux à l'entrepreneur                                                 | 294 044 F.                                                               |
| Travaux de construction         | 161 384 F                       | Travaux en régie                                                         | 24 592 F.                                                                |
| Somme à valoir                  | 9 593 F.                        |                                                                          |                                                                          |
| Total                           | 245 000 F.                      | Total                                                                    | 318 636 F.                                                               |

Des indemnités furent également versées aux riverains, le 6 décembre 1860, pour un total de 100 francs. Une fois l'échafaudage démonté, le bois de récupération, acheté 100 000 F, fut revendu à des particuliers pour un total de 50 000 F.

## Constructions annexes

### La colonne
Cette colonne fut érigée en remerciement à l'Empereur pour la construction de ce pont qui permit le désenclavement de la station thermale de Luz-Saint-Sauveur. 
Le 15 mai 1862, le conseil municipal et le maire de Luz-Saint-Sauveur, le notaire Forcamidan, votent l'érection d'un arc de triomphe, afin de « perpétuer le souvenir du séjour de leurs Majestés parmi nous, qui témoigne de la reconnaissance que nous ressentons pour les bienfaits dont leurs Majestés Impériales nous ont comblé ». Ce projet est financé par une souscription privée. le 18 avril 1863, la somme de 2 949 F est réunie. Le monument étant évalué à  3 470 F, le conseil municipal ajoute 600 F, pris sur les fonds de la commune.
L'arc de triomphe prévu est finalement remplacé par une colonne surmontée d'un aigle.

### L'allée Napoléon
Un escalier relie l'entrée ouest du pont à une grille posée à la naissance de la voûte. Une promenade en lacets la prolonge, passant sous le pont et menant à la fontaine du Hibou. À l'autre bout de cette promenade, la descente s'arrête à la naissance de la pile, sur un promontoire en saillie au-dessus du Gave. Cette promenade fut construite sur ordre de l'empereur, et à ses frais.

## Activité touristique aujourd'hui
Des sauts à l'élastique payants y ont lieu ; ceux qui sautent du haut du pont sont alors récupérés dans un filet suspendu au-dessus de la rivière qui se trouve 67 mètres plus bas.

## Sources
- (fr) Le site de Roger Mézaille
- Archives départementales des Hautes Pyrénées
- Mairie de Luz St Sauveur
- Archives communales de Lourdes
- Fonds particuliers : MM. André Baget - Jean-Paul Chaudruc - Henri Artigalet "En Baredyo"
- Pont Napoléon : photos d'hier et d'aujourd'hui